# پرسمی سیاه

پرسمی سیاه یا پیتویی سیاه (نام علمی: Pitohui nigrescens) نام یک گونه از سرده پیتویی است.